# Whitechapel (álbum)
Whitechapel é o quarto álbum de estúdio da banda americana de deathcore Whitechapel. Foi lançado mundialmente em 19 de junho de 2012, através da Metal Blade. Este é o primeiro álbum com o baterista Ben Harclerode. A capa do álbum é uma imagem da bandeira de Tennessee (em homenagem ao estado natal da banda), a marca da banda é uma lâmina de serra.

## História
Em 30 de abril de Whitechapel anunciou que seu quarto álbum será auto-intitulado e foi lançado em 19 de junho de 2012. Eles lançaram uma nova música, "Hate Creatio", no mesmo dia. Em 29 de maio, o canção "I, Dementia" foi lançado.

## Recepção
O álbum estreou no número 65 na Canadian Albums Chart. Ele também estreou no número 47 na Billboard 200.

## Lista da trilha
Todas as letras é escritas por Phil Bozeman, toda a música composta por Whitechapel.
| N.º            | Título                                     | Duração |  |
| 1.             | "Make It Bleed"                            | 4:12    |  |
| 2.             | "Hate Creation"                            | 3:29    |  |
| 3.             | "(Cult)uralist"                            | 3:42    |  |
| 4.             | "I, Dementia"                              | 4:43    |  |
| 5.             | "Section 8"                                | 4:26    |  |
| 6.             | "Faces"                                    | 3:12    |  |
| 7.             | "Dead Silence"                             | 4:38    |  |
| 8.             | "The Night Remains"                        | 2:58    |  |
| 9.             | "Devoid"                                   | 2:50    |  |
| 10.            | "Possibilities of an Impossible Existence" | 4:00    |  |
| Duração total: | Duração total:                             | 38:10   |  |

## Pessoal
Whitechapel
- Phil Bozeman - vocais
- Ben Savage - guitarra
- Alex Wade - guitarra
- Zach Householder - guitarra
- Gabe Crisp - baixo
- Ben Harclerode - bateria

Produção
- Mark Lewis - produção, engenharia, mixagem
- Shawn Carrano, Andrew Roesch - Gestão
- Aaron Marsh - arte-final